# Elżbieta węgierska (zm. 1150–1154)
Elżbieta (ur. ok. 1128, zm. 21 lipca między 1150 a 1154) – królewna węgierska, żona Mieszka III Starego.
Według Kroniki Kadłubka i Kroniki Ortlieba Elżbieta była córką króla Węgier. Nie jest pewne, kto był jej ojcem. Historycy różnią się w tej sprawie. Zdaniem Jana Długosza Elżbieta była córką króla Beli II. Oswald Balzer odrzucił ten pogląd ze względów chronologicznych. Jego zdaniem Elżbieta jako córka Beli II, który ożenił się ok. 1130, w chwili ślubu mogła mieć najwyżej 8–9 lat, czyli byłaby zbyt młoda na zawarcie faktycznego małżeństwa. Balzer przyjął, że Elżbieta była córką księcia Almosa, ojca Beli II. Wadą tej hipotezy jest sprzeczność ze średniowiecznymi źródłami, które wymieniają Elżbietę jako córkę króla Węgier, podczas gdy Almos był tylko księciem. Jeszcze inne rozwiązanie zaproponował Kazimierz Jasiński. Jego zdaniem Elżbieta była córką króla Stefana II. Wprawdzie źródła informują, że Stefan z powodu rozwiązłego trybu życia nie doczekał się potomstwa, ale zdaniem Kazimierza Jasińskiego przekazy te pochodzą z okresu późniejszego i nie zasługują na zaufanie. Ponadto należy uwzględnić fakt częstego pomijania przez kronikarzy żeńskiego potomstwa.
Między 1136 a 1138 Elżbieta poślubiła księcia Mieszka III Starego. Z tego małżeństwa pochodzili synowie Odon i Stefan oraz najprawdopodobniej córki: Wierzchosława Ludmiła, Judyta i Elżbieta.

## Genealogia
|  |  | Almos ur. ok. 1075 zm. 1127 | Almos ur. ok. 1075 zm. 1127 | lub Stefan II ur. ok. 1101 zm. 1 III 1131 | lub Stefan II ur. ok. 1101 zm. 1 III 1131 |  |  |  |  | Przedsława ur. ? zm. ? | Przedsława ur. ? zm. ? | lub Adelajda ur. ? zm. ? | lub Adelajda ur. ? zm. ? |
|  |  |                             |                             |                                           |                                           |  |  |  |  |                        |                        |                          |                          |
|  |  |                             |                             |                                           |                                           |  |  |  |  |                        |                        |                          |                          |
|  |  |                             |                             |                                           |                                           |  |  |  |  |                        |                        |                          |                          |

|                                          |                                          | Mieszko III Stary ur. w okr. 1122–1125 zm. 13 lub 14 III 1202 OO w okr. 1136–1138 | Mieszko III Stary ur. w okr. 1122–1125 zm. 13 lub 14 III 1202 OO w okr. 1136–1138 | Elżbieta węgierska (ur. ok. 1128 zm. 21 VII w okr. 1150–1154) | Elżbieta węgierska (ur. ok. 1128 zm. 21 VII w okr. 1150–1154) |                                          |                                          |                                       |                                       |
|                                          |                                          |                                                                                   |                                                                                   |                                                               |                                                               |                                          |                                          |                                       |                                       |
|                                          |                                          |                                                                                   |                                                                                   |                                                               |                                                               |                                          |                                          |                                       |                                       |
|                                          |                                          |                                                                                   |                                                                                   |                                                               |                                                               |                                          |                                          |                                       |                                       |
| Odon ur. w okr. 1141–1149 zm. 20 IV 1194 | Odon ur. w okr. 1141–1149 zm. 20 IV 1194 | Stefan ur. ok. 1150 zm. w okr. 1168–1177                                          | Stefan ur. ok. 1150 zm. w okr. 1168–1177                                          | Wierzchosława Ludmiła ur. przed 1152 zm. 1223                 | Wierzchosława Ludmiła ur. przed 1152 zm. 1223                 | Judyta ur. przed 1154 zm. po 12 XII 1201 | Judyta ur. przed 1154 zm. po 12 XII 1201 | Elżbieta ur. przed 1154 zm. 2 IV 1209 | Elżbieta ur. przed 1154 zm. 2 IV 1209 |